# سحر رامي
سحر رامي (11 مايو 1961 -)، ممثلة مصرية.

## عن حياتها
بدايتها الفنية كانت عندما التحقت بأكاديمية الفنون لدراسة البالية مع شقيقتها الممثلة علا رامي، ثم شاركت في تقديم إعلانات تلفزيونية جذبت الإنظار من خلالها، شاركت بتقديم فوازير رمضان «فطوطة» مع الفنان سمير غانم.

### حياتها الأسرية
أعجب بها الفنان حسين الإمام بعدما شاهدها بالصدفة في شاشة التلفزيون حيث ظهرت في إعلانًا تجاري، حينها قرر البحث عنها وطلب الزواج منها. وقد تزوجا بعام 1983 واستمر زواجهما حتى وفاته بعام 2014، وقد انجبت ولدين هما يوسف وسالم.

## أعمالها

### من الأفلام
- أسوار المدابغ.
- أردت أن أعتذر.
- لا مؤاخذة يا دعبس.
- أشيك واد في روكسي.
- حرب الفراولة.
- إلا ابنتي.
- كابوريا.
- اليتيم والحب.
- ثلاثة على واحد.
- بكرة أحلى من النهاردة.
- الشجعان.
- الثعابين.

### من المسلسلات
- فطوطة - فوازير رمضان.
- هوانم جاردن سيتي - الجزء الثاني.
- وأدرك شهريار الصباح.
- إللي معاه قرش.
- يوم عسل يوم بصل
- لا للزوجات
- مسلسل زواج بالإكراه
- مسلسل رحيم
- مسلسل اهلا بالسكان
- جولة اخيرة

### من المسرحيات
- البعبع.
- مين ضحك على مين.
- كعبلون.
- الزعيم (انسحبت منها بعد ذلك وحلت مكانها الممثلة منال سلامة).
- الدور الرابع شقة 9.
- مسرحيه الملياردير
- مسرحية وأختم بالعشرة

## وصلات خارجية
- سحر رامي على موقع الدهليز
- سحر رامي على موقع قاعدة بيانات الأفلام العربية